# Liste des musées de Bristol
 (mars 2019).
Le contenu est difficilement compréhensible vu les erreurs de traduction, qui sont peut-être dues à l'utilisation d'un logiciel de traduction automatique.

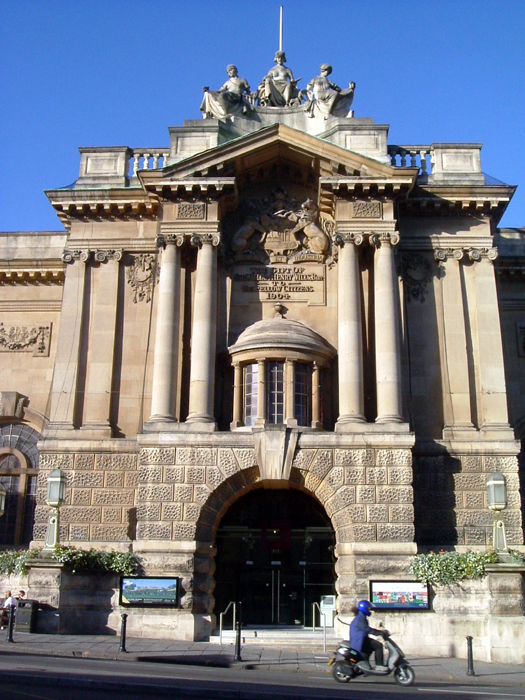
Bristol City Museum and Art Gallery

Cette liste des musées de la city, la zone d'autorité unitaire et le comté cérémoniel de Bristol contient des musées qui sont définis dans ce contexte comme des institutions (y compris des organismes sans but lucratif, des entités gouvernementales et des entreprises privées) qui recueillent et soignent des objets d'intérêt culturel, artistique, scientifique ou historique. Leurs collections ou expositions connexes disponibles pour la consultation publique. Sont également inclus les galeries d'art à but non lucratif et les galeries d'art universitaires. Les musées virtuels ne sont pas inclus.
La plupart des musées sont situés dans des bâtiments classés. Au Royaume-Uni, cela signifie qu'un bâtiment a été placé sur la liste statutaire des bâtiments présentant un intérêt architectural ou historique particulier. En Angleterre et au pays de Galles, l’autorisation d’inscription est conférée par le Planning (Listed Buildings and Conservation Areas) Act 1990 et est administrée par l'English Heritage. Les bâtiments classés en danger de dégradation se trouvent sur le registre des Heritage at Risk de l'English Heritage. Il existe trois types de statut: les grades "I" pour les bâtiments "présentant un intérêt exceptionnel, parfois considéré d'importance internationale"; Grade II *, pour "bâtiments particulièrement importants d'intérêt spécial"; et Grade II, pour les bâtiments qui sont "d'importance nationale et d'un intérêt particulier".
De nombreux musées ont été agréés par le Conseil des musées, des bibliothèques et des archives, qui établit des normes nationales pour les musées du Royaume-Uni. Plusieurs sont des galeries d'art offrant un espace pour l’exposition d'art ou sont des musées de sciences , de transports, ferroviaires, médicaux ou religieux. La majorité des musées se trouvent à distance de marche du port de Bristol et ont des liens avec l'histoire du port. Il existe également des musées historiques appartenant à des propriétaires ou gérés par le Bristol City Council, the National Trust ou l'English Heritage.

## Musées
| Nom                                 | Photographie | Suburb                                          | County   | Type              | Résume |
| ----------------------------------- | ------------ | ----------------------------------------------- | -------- | ----------------- | --- |
| Arnolfini                           |              | Bristol Harbour 51° 26′ 57″ N, 2° 35′ 50″ O     | Bristol  | Art               | Arnolfini est un centre culturel et une galerie. Ce centre propose un programme d'expositions d'art contemporain, de spectacles de musique et de danse, de lectures de poèmes et de livres, de causeries, de conférences et de cinéma. Il dispose également d'une librairie d'art spécialisée et d'un café-bar. Des activités éducatives y sont programmées, notamment des expériences de médias numériques utilisant des ressources en ligne. Un certain nombre de festivals sont régulièrement organisés par la galerie. Arnolfini est financé par le Bristol City Council et l'Arts Council England, ainsi que des entreprises et des particuliers. Le centre Arnolfini fondé en 1961 par Jeremy Rees, était à l'origine situé à Clifton. Dans les années 1970, il s'installe à Queen Square. En 1975, Arnolfini déménage à son emplacement actuel dans Bush House, en occupant deux étages d'un entrepôt à thé du XIXe siècle classé de Grade II * situé sur le côté du Bristol Harbour dans le centre-ville de Bristol,. Le nom de la galerie est tiré du tableau du XVe siècle de Jan van Eyck, Les Époux Arnolfini. Arnolfini a été rénové et réaménagé en 1989 et en 2005. |
| Ashton Court                        |              | Long Ashton 51° 26′ 52″ N, 2° 38′ 41″ O         | Somerset | Maison historique | Ashton Court est une Maison de maître est un Domaine à l'ouest de Bristol. Bien que le domaine se situe principalement dans le North Somerset, il appartient à la City of Bristol. Le noyau de la maison a été construit au XVe siècle, mais il a été agrandi et adapté au fil des siècles par la famille Smyth, qui a acheté le domaine en 1545. La façade sud et l'aile attribuée à tort à Inigo Jones, datent de 1633 et ont été étendues vers l'est au XIXe siècle. La maison est devenue abandonnée après la mort du dernier des Smyths en 1946; il a été repris par la ville en 1959 et la restauration est toujours en cours. Les installations de la maison sont maintenant louées pour des conférences d’affaires, des fêtes et des mariages. La maison de maître et les écuries ont été désignés par l'English Heritage comme un bâtiment classé de Grade I. |
| At-Bristol                          |              | Canon's Wharf 51° 27′ 03″ N, 2° 35′ 55″ O       | Bristol  | Science           | At-Bristol est un centre d'éducation et d'exploration de la science et de la technologie. À son ouverture, le centre était composé d’ explorer , qui contient des éléments sur la mécanique, le son et la lumière, l’informatique, l’espace et le cerveau humain ; Wildwalk, centre scientifique composé de deux forêts tropicales artificielles, d'aquariums et d'autres expositions liées à l'écologie ; et un théâtre IMAX. Wildwalk et le cinéma IMAX occupaient un ancien bâtiment modifié du XIXe siècle, et Explore occupent un ancien Halle à marchandises mesurant 165 m sur 41 m (540 pi sur 133 pi). Wildwalk et le cinéma ont depuis fermé. La halle à marchandises a été l’un des premiers bâtiments à utiliser du béton armé. Ces deux bâtiments sont classés Grade II. |
| Blaise Castle House Museum          |              | Henbury 51° 30′ 14″ N, 2° 37′ 55″ O             | Bristol  | Multiple          | Blaise Castle est un manoir et une propriété du XVIIIe siècle. Il a été immortalisé en étant décrit comme « the finest place in England » dans le roman L'Abbaye de Northanger de Jane Austen. Le bâtiment est classé grade II*, et Scheduled monument. depuis 1949, le manoir est utilisé par le Bristol City Museum and Art Gallery comme musée est propose désormais des articles ménagers historiques, des jouets, des costumes d'époque, des peintures de la moitié de l'époque victorienne et une salle de classe victorienne reconstituée. |
| Bristol City Museum and Art Gallery |              | Clifton 51° 27′ 22″ N, 2° 36′ 19″ O             | Bristol  | Multiple          | Le Bristol City Museum and Art Gallery sont gérés par le city council sans droit d'entrée. Il détient le statut de designated museum, octroyé par le gouvernement pour protéger les musées exceptionnels. Le musée comprend des sections sur l'histoire naturelle, local, national and international l'archéologie nationale et internationale et l'industrie locale. La galerie d'art contient des œuvres de toutes les époques, y compris de nombreuses œuvres d'artistes de renommée internationale, ainsi qu'une collection de peintures modernes de Bristol. Le bâtiment est d'édouardien baroque et a été désigné par l'English Heritage bâtiment classé de grade II*. |
| Create Centre                       |              | Bristol Harbour 51° 26′ 46″ N, 2° 37′ 10″ O     | Bristol  | Environnent       | Le Create Centre comprend une maison écologique à économie d’énergie conçue par Bruges Tozer et abrite plusieurs organisations œuvrant dans le développement durable, y compris les équipes de développement durable du city council's. Il est situé dans la moitié de B Bond Warehouse qui était un Bonded warehouse desservant Bristol Harbour. Il date de 1908. Il a été conçu par l'ingénieur du comité des quais et construit par William Cowlin and Sons. Il est fabriqué en béton armé avec une ardoise galloise. Le bâtiment décloisonné a été créé en deux parties égales séparées par un mur d’épine centrale. Il a neuf étages et une portée de 18 fenêtres. Ce fut le premier bâtiment majeur en Grande-Bretagne à utiliser le système en béton armé d'Edmond Coignet. |
| Müller House Museum                 | -            | Cotham 51° 27′ 50″ N, 2° 36′ 00″ O              | Bristol  | Biographie        | website, vie et œuvre de l’évangéliste chrétien et directeur de l’orphelinat George Müller, situé au siège du George Müller Charitable Trust. Les dossiers de tous les enfants ayant séjourné à l'orphelinat sont conservés et peuvent être inspectés par des proches. |
| Georgian House                      |              | Clifton 51° 27′ 09″ N, 2° 36′ 16″ O             | Bristol  | Maison historique | La Georgian House est ouverte au public et fait partie du Bristol City Museum and Art Gallery, depuis son inauguration en 1937 en tant que musée. C'est un exemple bien préservé d'une maison de ville typique de la fin du XVIIIe siècle, qui a été désigné par l'English Heritage comme bâtiment classé au grade II *. Il a été construit autour de 1790 pour John Pinney un marchand de sucre prospère. C'était aussi le foyer de l'esclave Pero, qui a donné son nom au Pero's Bridge à Bristol Harbour. Il contient certains des meubles et accessoires d'origine, tels que le bureau-bibliothèque dans l'étude et un rare bain d'eau froide, et a été utilisé comme emplacement pour la TV series A Respectable Trade, qui a été adaptée du livre de Philippa Gregory, à propos du commerce des esclaves. |
| Glenside Hospital Museum            |              | Fishponds 51° 29′ 06″ N, 2° 32′ 35″ O           | Bristol  | Médical           | Le Glenside Museum est situé sur le Glenside Campus de l'University of the West of England. e musée est installé dans une ancienne chapelle construite en 1861 et un bâtiment classé de grade II. La collection du musée comprend un large éventail de matériel, dont plusieurs appareils de Électroconvulsivothérapie (ECT) et des images de la vie de l’ hôpital Psychiatrique de Glenside (anciennement connu sous le nom de Bristol Lunatic Asylum and later et plus tard de le Beaufort War Hospital pendant la Première Guerre mondiale) et du Learning disability Hospitals du Stoke Park Group et de la Burden Neurological Institution. Le musée présente des dessins et des peintures de l'artiste Dennis Reed qui a peint des images de la vie à Glenside dans les années 1950. |
| Kings Weston Roman Villa            |              | Lawrence Weston 51° 29′ 50″ N, 2° 40′ 02″ O     | Bristol  | Archéologie       | La Kings Weston Roman Villa est une Villa romaine découverte lors de la construction du lotissement Lawrence Weston en 1947. Deux bâtiments distincts (oriental et occidental) ont été découverts, le bâtiment oriental a été entièrement fouillé (en 1948-1950), l'autre se trouvant principalement en dessous. Les trouvailles du site se trouvent maintenant au Bristol City Museum and Art Gallery. Des traces de murs décorés, de sols en mosaïque, de chauffage par le sol et de suites pour le bain ont été découvertes. Sur la base de la datation des pièces de monnaie et d’autres éléments de preuve tels que l’inhumation d’un jeune cochon dans une fondation, il a été suggéré que le site était occupé depuis le troisième siècle de notre ère. La villa fait partie de la collection du Bristol City Museum and Art Gallery. |
| M Shed                              |              | Bristol                                         | Bristol  | Multiple          | website Ouvert en 2011, M Shed est situé sur le site du vieux Bristol Industrial Museum, géré par le city council Il est gratuit. Le musée moderne couvre l'histoire locale, les transports et l'industrie dans leurs trois principales galeries Bristol People, Bristol Life et Bristol Places. Le musée propose quelques expositions de travail, telles que le train Portbury et le bateau de pompier Pyronaut. Des visites guidées autour de L Shed, le magasin adjacent à M Shed, peuvent être réservées à la réception du musée et permettent de mieux comprendre le passé industriel et maritime de Bristol. |
| New Room                            |              | Broadmead 51° 27′ 26″ N, 2° 35′ 19″ O           | Bristol  | Religious         | La nouvelle salle a été construite en 1739 par John Wesley et est la plus ancienne chapelle Méthodiste du monde. La chapelle comprend une chaire à deux étages, qui était courante à l'époque, et une fenêtre à lanterne octogonale permettant de réduire le montant à payer en taxe sur les fenêtres. En plus des réunions et du culte, la salle nouvelle était utilisée comme dispensaire et salle de classe pour les pauvres de la région. Les bancs étaient fabriqués à partir de vieux bois de bateau. Les cours autour du bâtiment contiennent des statues de John Wesley et de son frère Charles. Le John Snetzler Chamber Organ of 1761 est un ajout du XXe siècle à la suite de la restauration du bâtiment en 1929 par Sir George Oatley. Il a été désigné par l'English Heritage bâtiment classé de grade I, est le seul lopin de terre dans Broadmead dont la pleine propriété n'a pas été racheté par Bristol City Council lors de l' expansion après la Seconde Guerre mondiale . Il comprend maintenant un centre d'accueil. |
| Red Lodge Museum                    |              | Bristol city centre 51° 27′ 20″ N, 2° 35′ 59″ O | Bristol  | Maison historique | Le Red Lodge Museum ouvert au public, est une branche du Bristol City Museum and Art Gallery. Il a été construit en 1580 pour John Yonge en tant que pavillon pour une grande maison, qui se trouvait autrefois sur l'emplacement de l'actuel Colston Hall. Il a ensuite été ajouté à l'époque georgienne. Il a été modifié vers 1730 et restauré au début du XXe siècle par CFW Dening. C'est un bâtiment classé de grade I. Il a eu plusieurs utilisations dans son passé, y compris la première école de reform school pour filles du pays. Au-dessous de la Loge, et par une porte située sous l'escalier, se trouvent certaines des cellules supposées appartenir au Carmel, dont les maisons et les terrains ont été achetés par Bristol Corporation lors de la dissolution des monastères en 1538. Le jardin muré exposé au sud est un excellent exemple de Knot garden de style élisabéthain recréé avec des bordures herbacées. La conception de la haie en forme de boîte est une réplique du motif du plafond de la chambre du pavillon. Toutes les plantes cultivées ici auraient pu être trouvées dans les jardins anglais avant 1630. |
| Royal West of England Academy       |              | Clifton 51° 27′ 29″ N, 2° 36′ 30″ O             | Bristol  | Art               | Le Royal West of England Academy (RWA) est une galerie d'art. Elle a été financée par une donation de 2 000 £ dans le testament de 1849 d'Ellen Sharples et d'un groupe d'artistes de Bristol, connus sous le nom de Bristol Society of Artists. Il s'agissait principalement de peintres paysagistes et beaucoup étaient connus, tels que William James Müller, Francis Danby, J.B. Pyne et John Syer. En 1844, lors de la fondation de l'Académie de Bristol pour la promotion des beaux-arts, la Bristol Society of Artists y est incorporée. Pendant la Seconde Guerre mondiale, l’Académie est devenue le domicile temporaire de diverses organisations, notamment la Bristol Aeroplane Company et l'U.S. Army. Ce n'est qu'en 1950 que le bâtiment a retrouvé sa fonction d'origine après l'intervention du Premier ministre de l'époque, Clement Attlee. Parmi les peintures de la collection permanente figurent des œuvres d'artistes des écoles de Newlyn, St Ives et Bloomsbury Schools. Les peintures de George Swaish, Matthew Hale, Anne Redpath, Mary Fedden, Carel Weight, Bernard Dunstan et Elizabeth Blackadder sont également des ajouts précieux à la collection. Le bâtiment est un bâtiment classé de grade II* construit en 1857. Les intérieurs sont de Charles Underwood et la façade de JR Hirst, modifiée en 1912 par SS Reay et H Dare Bryan. Le premier étage est composé de trois sections, les parties extérieures articulées par des pilastres corinthiens jumelés, flanquant de grandes niches en forme de coquille avec des statues de Flaxman et de Reynolds. Une grande sculpture de trois personnages féminins couronne le parapet. L'intérieur comprend du marbre coloré. |
| SS Great Britain                    |              | Bristol Harbour 51° 26′ 57″ N, 2° 36′ 30″ O     | Bristol  | Maritime          | Le SS Great Britain était un Paquebot conçu par Isambard Kingdom Brunel pour la Great Western Steamship Company's transatlantic service entre Bristol et New York. Alors que d'autres navires avaient déjà été construits en fer ou équipés d'une hélice à vis, le Great Britain a été le premier à combiner ces caractéristiques dans un grand navire océanique. Lors de son lancement en 1843, le Great Britain était de loin le plus gros navire à flot. Cependant, sa construction prolongée et son coût élevé ont laissé ses propriétaires dans une situation financière difficile et ils ont été forcés de fermer leurs portes en 1846 après que le navire eut été bloqué par une erreur de navigation. Le Great Britain effectué des milliers de traversées pour l'Immigration vers l’Australie jusqu'à sa conversion à la voile en 1881. Trois ans plus tard, le navire a été retiré aux îles Malouines où elle a été utilisée comme entrepôt, navire de quarantaine et hulk pour le charbon jusqu'à son sabordage en 1937. En 1970, le Great Britain a été renvoyée à Bristol en cale sèche où il a été construit,. Désigné comme faisant partie de la National Historic Fleet, le navire est une attraction touristique primée et un navire musée situé à Bristol Harbour, avec entre 150 000 et 170 000 visiteurs par an. |

## Musées fermés
| Nom                                    | Photographie | Suburb                                           | County  | Type               | Résumé |
| -------------------------------------- | ------------ | ------------------------------------------------ | ------- | ------------------ | --- |
| Bristol Industrial Museum              |              | Bristol Harbour 51° 26′ 50″ N, 2° 35′ 55″ O      | Bristol | Industriel         | Le Bristol Industrial Museum était un musée situé à Prince's Wharf, à côté de Floating Harbour, qui a fermé ses portes en 2006. Des objets du passé industriel de Bristol - comprenant l’aviation, la fabrication de voitures et d’autobus et l’imprimerie - ainsi que des expositions relatant l’histoire maritime de Bristol. Le musée était géré par le Bristol City Council ainsi que des vestiges industriels préservés à proximité le long de Prince's Wharf, notamment le Bristol Harbour Railway, des grues et une petite flotte de navires conservés. Il n'est pas prévu de mettre hors service ou d'enlever le chemin de fer, les grues ou les navires. Le musée a fermé ses portes au public le 29 octobre 2006. Le nouveau hangar M Shed en construction sur le site, en gardant la même façade. Son ouverture est prévue pour le printemps 2011.                                    |
| British Empire and Commonwealth Museum |              | Bristol Temple Meads 51° 26′ 56″ N, 2° 35′ 01″ O | Bristol | Empire britannique | Le British Empire and Commonwealth Museum étaient un musée explorant l’histoire de l’Empire britannique et les effets de la domination coloniale britannique sur le reste du monde. Le musée a ouvert ses portes en 2002 dans l' ancienne gare historique de Bristol, conçue par Isambard Kingdom Brunel. Ce bâtiment et classé au Grade I a été proposé comme World Heritage Site. Le musée contenait la collection d'artefacts du Commonwealth Institute et abritait également la New World Tapestry. Le 23 novembre 2007, le musée a annoncé qu'il transférerait ses activités principales à Londres en 2008. Cependant, après la clôture en 2008, le déménagement n'a pas eu lieu comme prévu et il a été annoncé que le déménagement prévu à Londres ne serait pas achevé avant 2012 ou plus tard. Les présentoirs et les archives ne sont pas accessibles au public pendant cette période. |